# آرایکس زن برزنجیر
آرایکس زن برزنجیر یک ستاره است که در صورت فلکی آندرومدا قرار دارد.